# Leslie House

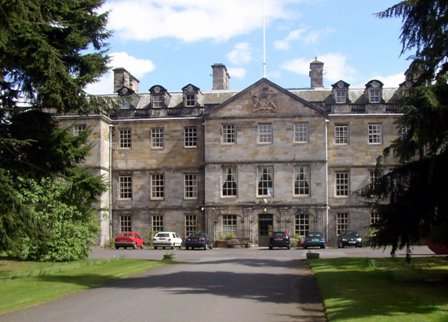
Leslie House

Leslie House ist ein Landhaus im Dorf Leslie in der schottischen Council Area Fife. Es gilt als das erste und größte Haus aus der Zeit Karls II. von England in Fife. Sir Robert Spencer Nairn erwarb das Haus 1919 und vermachte es 1952 der Church of Scotland. 2009 wurde das Gebäude bei einem Brand ernsthaft beschädigt.
Leslie House ist als Denkmal der Kategorie A klassifiziert. Die West Lodge, die Westpforte sowie die Pforte der Duke’s Lodge sind hingegen Kategorie-B-Bauwerke. Die Duke’s Lodge selbst ist ebenso wie die Forrester’s Lodge als Denkmal der Kategorie C eingestuft. Zuletzt wurde die Gesamtanlage in das Register schottischer Landschaftsgärten aufgenommen.

## Geschichte
John Leslie, 1. Duke of Rothes, ließ Leslie House von 1667 bis 1674 errichten; es wurde der Sitz der Familie Rothes. Das House, das als „Villa De Rothes“ bezeichnet wurde, war das Zentrum des Dorflebens und konnte einst in Größe und Glanz mit dem Holyrood Palace verglichen werden. William Bruce entwarf den 1667 ausgeführten Anbau. Bei einem Brand im Jahre 1763 wurden die Nord-, Ost- und Südflügel zerstört. Nur der Westflügel blieb erhalten und wurde von 1745 bis 1747 restauriert. Von 1904 bis 1919 wohnte Noël Leslie, Countess of Rothes, eine bekannte Philanthropistin, die als Heldin der Titanic-Katastrophe 1912 berühmt wurde, in dem Haus. Im Ersten Weltkrieg ließ Lady Rothes einen Flügel von Leslie House in ein Lazarett für verwundete Soldaten, die an der Front zu Invaliden geworden waren, umbauen. Leslie House wurde Februar 2009 erneut durch einen Brand ernsthaft beschädigt. Es gibt Vorschläge für eine Renovierung und Umwandlung in 17 Luxuswohnungen, aber zurzeit ist das Anwesen im Buildings at Risk Register for Scotland aufgeführt.

## Architektur und Einrichtung

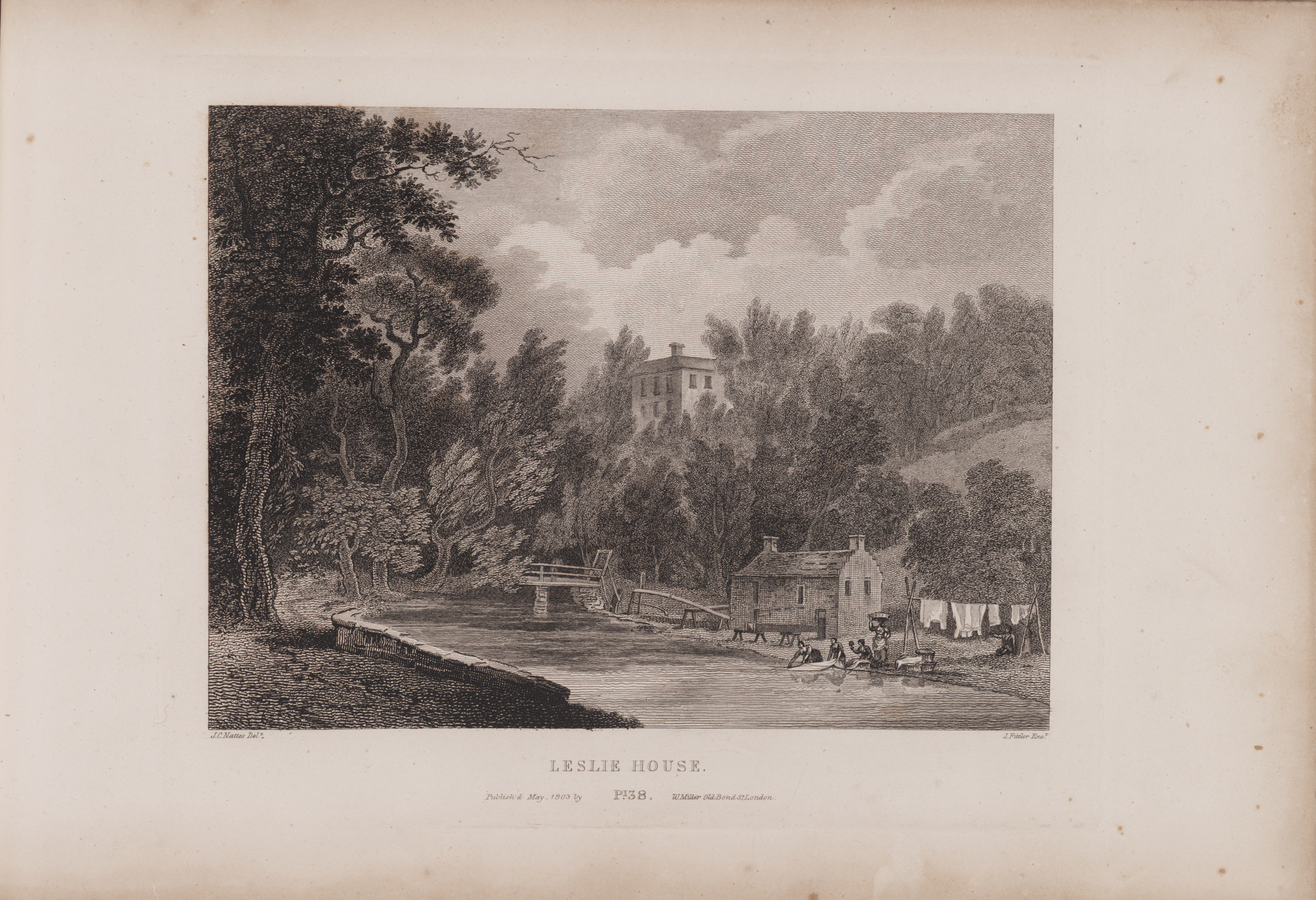
Historische Skizze von Leslie House von John Claude Nattes (1804)

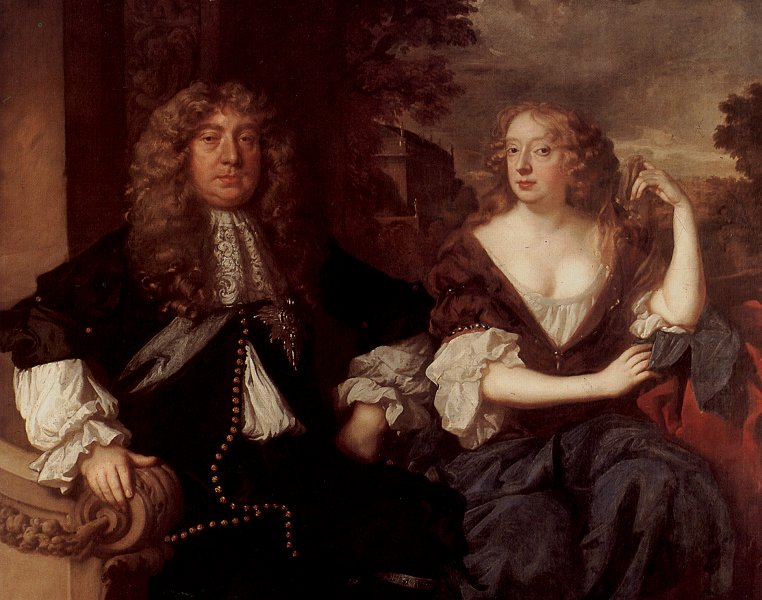
John Maitland, 1. Duke of Lauderdale, und seine Gattin, Elizabeth Murry, Duchess of Lauderdale

Die Architektur des Hauses wurde 1840 von Leighton beschrieben:

„Es bildete ursprünglich ein Vierseitgebäude, das einen ausdgedehnten Innenhof einschloss, aber drei Seiten brannten im Dezember 1763 ab. Die vierte Seite wurde repariert und bildet das heutige Haus. Die Gemäldegalerie in diesem Gebäudeteil, in der Porträts von mit der Familie verbundenen Personen hängen, ist drei Fuß länger als die in Holyroodhouse.“

Unter den von Leighton Mitte des 19. Jahrhunderts erwähnten Gemälden in Leslie House „waren die des 5. Earl und seiner Comtess (von Jamieson), der Duke und die Duchess of Rothes, der verehrte Duke of Lauderdale und seine Duchess, die Prinzessin von Modena, General John, Earl of Rothes, (von Joshua Reynolds), der Erzbischof Tillotson und ein Porträt von Rembrandt (von ihm selbst).“ Eine große Zahl von Familienporträts wurden ebenfalls erwähnt.
Im Haus fanden sich verschiedene Bildwirkereien, zum Beispiel die Geschichte von Leander, die Geschichte der Reise der Kinder Israels durch die Wildnis und die Salbung des Saul. Mitte des 19. Jahrhunderts umfassten die Relikte im Haus zum Beispiel den Dolch mit seiner Scheide, der von Norman Leslie beim Mord an Kardinal Béthune benutzt wurde, und das Staatsschwert, das der Duke of Rothes bei der Krönung von Karl II. von England in Scone trug.

## Park
Blackwood vermerkte 1836:

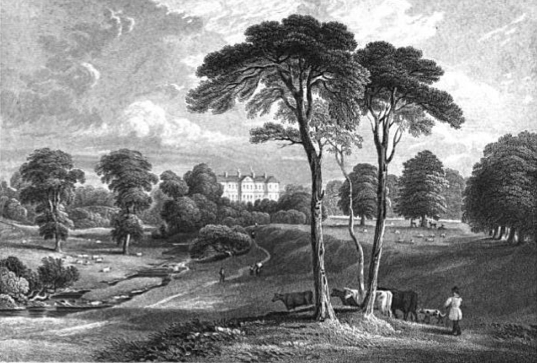
Gemälde von Leslie House und Anwesen

„Der Park von Leslie House ist sehr schön. Die Arten, die am besten gedeihen, scheinen die Eschen, Ulmen, Rotbuchen, Eichen und Weiß-Tannen zu sein. Die Lärchen wachsen nicht so gut (...) Die Buchenallee von Leslie House ist bemerkenswert: Die Bäume sind etwa 200 Jahre alt, viele davon haben einen Durchmesser von 4,6 Meter in einer Höhe von 1,2 Meter über dem Boden.“